# Stemonyphantes parvipalpus
Stemonyphantes parvipalpus är en spindelart som beskrevs av Andrei V. Tanasevitch 2007. Stemonyphantes parvipalpus ingår i släktet Stemonyphantes och familjen täckvävarspindlar. Inga underarter finns listade i Catalogue of Life.